# Френк Џеј Визнер
Френк Џорџ Визнер II (енгл. Frank George Wisner II; Њујорк, 2. јул 1938 — Мил Нек, 24. фебруара 2025) био је амерички дипломата, специјални изасланик САД у преговорима о будућем статусу Косова и Метохије поред немачког дипломате Волфганга Ишингера и руског представника Александра Боцан Харченка.
Рођен је у Њујорку 1938. године. Дипломирао је на Принстон Универзитету 1971. године. Иза себе има богату дипломатску каријеру дугу тридесет година. Био је амбасадор САД на Филипинима, у Индији, Замбији и Египту. Оптуживан је од стране критичара да је радио за Централну обавештајну агенцију, као и за моћну енергетску компанију Енрон, за коју је до њеног банкротства обезбеђивао уносне послове у земљама у којима је био акредитован као амбасадор.
Његов отац Френк Визнер Старији (1909 – 1965), као заменик директора Ције, био је умешан у свргавање демократски изабраних влада у Ирану и Гватемали педесетих година 20. века. Отац Френк је 1965. направио самоубиство.
Био је у браку са Кристином де Ганај са којом има четворо деце.